# Patrimoni dell'umanità degli Stati Uniti d'America
I patrimoni dell'umanità degli Stati Uniti d'America sono i siti dichiarati dall'UNESCO come patrimonio dell'umanità negli Stati Uniti d'America, che sono divenuti parte contraente della Convenzione sul patrimonio dell'umanità il 7 dicembre 1973.
Al 2024 i siti iscritti nella Lista dei patrimoni dell'umanità sono ventisei, mentre diciassette sono le candidature per nuove iscrizioni. I primi due siti iscritti nella lista sono stati nel 1978 il Parco nazionale di Mesa Verde e il Parco nazionale di Yellowstone, durante la seconda sessione del comitato del patrimonio mondiale. Gli altri siti furono aggiunti nel 1979 (quattro), 1980, 1981 (due), 1982, 1983 (due), 1984 (due), 1987 (tre), 1992, 1995 (due), 2010, 2014, 2015, 2019, 2023 e 2024. Tredici siti sono considerati culturali, secondo i criteri di selezione, dodici naturali e uno misto; tre sono parte di siti transnazionali. Due siti si trovano, almeno in parte, nei territori non incorporati statunitensi: un sito a Porto Rico e una porzione di un sito nell'Atollo di Midway (una delle isole minori esterne degli Stati Uniti d'America). Un sito, il Parco nazionale delle Everglades, è stato iscritto nella Lista dei patrimoni dell'umanità in pericolo dalla XXXIV sessione del Comitato per il patrimonio dell'umanità, il 30 luglio 2010, a causa del degrado del suo ecosistema acquatico.

## Siti del Patrimonio mondiale
| Foto | Sito                                                           | Luogo | Tipo                               | Anno             | Descrizione |
| ---- | -------------------------------------------------------------- | --- | ---------------------------------- | ---------------- | --- |
|      | Parco nazionale di Mesa Verde                                  | Contea di Montezuma | Culturale (27; iii)                | 1978             | Una grande concentrazione di abitazioni ancestrali degli indiani Pueblo, costruite dal VI al XII secolo, si trova sull'altopiano di Mesa Verde nel sud-ovest del Colorado, a un'altitudine di oltre 2 600 m. Sono stati registrati circa 4 400 siti, compresi i villaggi costruiti sulla cima della mesa. Ci sono anche imponenti abitazioni rupestri, costruite in pietra e composte da più di 100 stanze. |
|      | Parco nazionale di Yellowstone                                 | Contea di Fremont, Contea di Gallatin, Contea di Park (Montana), Contea di Park (Wyoming), Contea di Teton                                               | Naturale (28; vii, viii, ix, x)    | 1978             | La vasta foresta naturale del Parco nazionale di Yellowstone copre quasi 9 000 km²; il 96% del parco si trova nel Wyoming, il 3% nel Montana e l'1% nell'Idaho. Yellowstone contiene la metà di tutte le caratteristiche geotermiche conosciute al mondo, con più di 10 000 esempi. Ha anche la più grande concentrazione al mondo di geyser (oltre 300, ovvero due terzi di tutti quelli del pianeta). Fondato nel 1872, il parco di Yellowstone è altrettanto noto per la sua fauna selvatica, che include orsi grizzly, lupi, bisonti e wapiti. |
|      | Kluane/Wrangell-St. Elias/Glacier Bay/Tatshenshini-Alsek       | Census Area di Chugach, Census Area di Copper River, Census Area di Hoonah-Angoon, Census Area di Southeast Fairbanks, Yakutat (condiviso con il Canada) | Naturale (72; vii, viii, ix, x)    | 1979-1992(-1994) | Questi parchi comprendono un impressionante complesso di ghiacciai e alte vette su entrambi i lati del confine tra Canada (Yukon e Columbia Britannica) e Stati Uniti (Alaska). Gli spettacolari paesaggi naturali ospitano molti orsi grizzly, caribù e arieti di Dall. Il sito contiene il più grande campo di ghiaccio non polare del mondo. |
|      | Parco nazionale del Grand Canyon                               | Contea di Coconino, Contea di Mohave | Naturale (75; vii, viii, ix, x)    | 1979             | Scavato dal fiume Colorado, il Grand Canyon (profondo quasi 1 500 m) è la gola più spettacolare del mondo. Situato nello stato dell'Arizona, attraversa il parco nazionale omonimo. I suoi strati orizzontali ripercorrono la storia geologica degli ultimi 2 miliardi di anni. Sono presenti anche tracce preistoriche di adattamento umano ad un ambiente particolarmente ostile. |
|      | Parco nazionale delle Everglades                               | Contea di Collier, Contea di Miami-Dade, Contea di Monroe                                                                                                | Naturale (76; viii, ix, x)         | 1979             | Questo sito all'estremità meridionale della Florida è stato definito "un fiume d'erba che scorre impercettibilmente dall'entroterra verso il mare". L'eccezionale varietà dei suoi habitat acquatici ne ha fatto un santuario per un gran numero di uccelli e rettili, oltre che per specie minacciate come il lamantino. |
|      | Independence Hall                                              | Filadelfia | Culturale (78; vi)                 | 1979             | La Dichiarazione d'indipendenza (1776) e la Costituzione degli Stati Uniti (1787) furono entrambe firmate in questo edificio di Filadelfia. I principi universali di libertà e democrazia enunciati in questi documenti sono di fondamentale importanza per la storia americana e hanno avuto un profondo impatto anche sui legislatori di tutto il mondo. |
|      | Parchi nazionale e statali di Redwood                          | Contea di Del Norte, Contea di Humboldt | Naturale (134; vii, ix)            | 1980             | Il Parco nazionale di Redwood comprende una regione di montagne costiere che si affacciano sull'Oceano Pacifico a nord di San Francisco. È ricoperta da una magnifica foresta di sequoie costiere, gli alberi più alti e imponenti del mondo. La vita marina e terrestre è altrettanto notevole, in particolare i leoni marini, l'aquila calva e il pellicano bruno della California in via di estinzione. |
|      | Parco nazionale di Mammoth Cave                                | Contea di Barren, Contea di Edmonson, Contea di Hart | Naturale (150; vii, viii, x)       | 1981             | Il Parco nazionale di Mammoth Cave, situato nel Kentucky, ha la più vasta rete al mondo di grotte naturali e passaggi sotterranei, che sono caratteristici esempi di formazioni calcaree. Il parco e la sua rete sotterranea di oltre 560 km censiti di passaggi ospitano una flora e una fauna variegate, tra cui alcune specie in via di estinzione. |
|      | Parco nazionale Olimpico                                       | Contea di Clallam, Contea di Grays Harbor, Contea di Jefferson, Contea di Mason                                                                          | Naturale (151; vii, ix)            | 1981             | Situato nel nord-ovest dello Stato di Washington, il Parco nazionale Olimpico è rinomato per la diversità dei suoi ecosistemi. Cime ricoperte di ghiacciai intervallate da vasti prati alpini sono circondate da un'estesa foresta vetusta, tra cui il miglior esempio di foresta pluviale temperata intatta nel nord-ovest del Pacifico. Undici grandi sistemi fluviali drenano le Montagne Olimpiche, offrendo alcuni dei migliori habitat per le specie di pesci anadromi del paese. Il parco comprende anche 100 km di costa selvaggia ed è ricca di specie animali e vegetali autoctone ed endemiche, tra cui popolazioni di allocco maculato settentrionale in via di estinzione, urietta marmorizzata e trota toro. |
|      | Sito storico statale di Cahokia Mounds                         | Collinsville | Culturale (198; iii, iv)           | 1982             | Cahokia Mounds è il più grande insediamento precolombiano a nord del Messico. Fu occupato principalmente durante il periodo Mississippiano (800-1400), quando copriva quasi 1 600 ettari e comprendeva circa 120 tumuli. È un esempio lampante di una complessa società di chiefdom, con molti centri di tumuli satelliti e numerose frazioni e villaggi periferici. Questa società agricola potrebbe aver avuto una popolazione di 10-20 000 al suo apice tra il 1050 e il 1150. Le caratteristiche principali del sito includono il Monks Mound, il più grande terrapieno preistorico delle Americhe, che copre oltre 5 ettari e alto 30 m. |
|      | Parco nazionale delle Great Smoky Mountains                    | Contea di Blount, Contea di Cocke, Contea di Haywood, Contea di Sevier, Contea di Swain                                                                  | Naturale (259; vii, viii, ix, x)   | 1983             | Esteso su più di 200 000 ettari, questo parco eccezionalmente bello ospita più di 3 500 specie di piante, tra cui quasi tanti alberi (130 specie naturali) come in tutta Europa. Qui si trovano anche molte specie animali in via di estinzione, tra cui quella che è probabilmente la più grande varietà di salamandre al mondo. Poiché il parco è relativamente intatto, dà un'idea della flora temperata prima dell'influenza dell'uomo. |
|      | La Fortaleza e sito storico nazionale di San Juan a Porto Rico | San Juan Porto Rico | Culturale (266; vi)                | 1983             | Tra il XVI e il XX secolo in questo punto strategico del Mar dei Caraibi furono costruite una serie di strutture difensive per proteggere la città e la baia di San Juan. Rappresentano una bella dimostrazione dell'architettura militare europea adattata ai siti portuali del continente americano. |
|      | Statua della Libertà                                           | New York | Culturale (307; i, vi)             | 1984             | Realizzata a Parigi dallo scultore francese Bartholdi, in collaborazione con Gustave Eiffel (responsabile della struttura in acciaio), questo imponente monumento alla libertà è stato un dono della Francia nel centenario dell'indipendenza americana. Inaugurata nel 1886, la scultura si trova all'ingresso del porto di New York e da allora ha accolto milioni di immigrati negli Stati Uniti. |
|      | Parco nazionale di Yosemite                                    | Contea di Madera, Contea di Mariposa, Contea di Mono, Contea di Tuolumne                                                                                 | Naturale (308; vii, viii)          | 1984             | Il Parco nazionale di Yosemite si trova nel cuore della California. Con le sue valli "sospese", numerose cascate, laghi di circhi glaciali, cupole levigate, morene e valli a U, offre un'eccellente panoramica di tutti i tipi di rilievi granitici modellati dalla glaciazione. Vi si trova anche una grande varietà di flora e fauna. |
|      | Cultura Chaco                                                  | Contea di McKinley, Contea di San Juan | Culturale (353; iii)               | 1987             | Per oltre 2000 anni i popoli Pueblo hanno occupato una vasta regione degli Stati Uniti sudoccidentali. Chaco Canyon, un importante centro della cultura ancestrale dei Pueblo tra l'850 e il 1250, era un punto focale per le cerimonie, il commercio e l'attività politica per l'area preistorica dei Four Corners. Chaco è notevole per i suoi monumentali edifici pubblici e cerimoniali e per la sua architettura distintiva: ha un antico centro cerimoniale urbano che è diverso da qualsiasi cosa costruita prima o dopo. Oltre al Parco nazionale storico della cultura Chaco, il sito comprende il Monumento nazionale delle rovine di Aztec e diversi siti Chaco più piccoli gestiti dall'Ufficio per la gestione del territorio. |
|      | Parco nazionale dei vulcani di Hawaii                          | Contea di Hawaii | Naturale (409; viii)               | 1987             | Questo sito contiene due dei vulcani più attivi del mondo, Mauna Loa (4 170 m di altezza) e Kilauea (1 250 m di altezza), entrambi torreggianti sull'Oceano Pacifico. Le eruzioni vulcaniche hanno creato un paesaggio in continua evoluzione e le colate laviche rivelano sorprendenti formazioni geologiche. Qui si possono trovare uccelli rari e specie endemiche, oltre a foreste di felci giganti. |
|      | Monticello e l'Università della Virginia a Charlottesville     | Charlottesville | Culturale (442; i, iv, vi)         | 1987             | Thomas Jefferson (1743-1826), autore della Dichiarazione d'indipendenza americana e terzo presidente degli Stati Uniti, fu anche un talentuoso architetto di edifici neoclassici. Progettò Monticello (1769–1809), la sua piantagione e il suo ideale "villaggio accademico" (1817–1826), che è ancora il cuore dell'Università della Virginia. L'uso di Jefferson di un vocabolario architettonico basato sull'antichità classica simboleggia sia le aspirazioni della nuova repubblica americana come erede della tradizione europea sia la sperimentazione culturale che ci si potrebbe aspettare con la maturazione del paese. |
|      | Pueblo di Taos                                                 | Taos Pueblo | Culturale (492; iv)                | 1992             | Situato nella valle di un piccolo affluente del Rio Grande, questo insediamento in adobe – costituito da abitazioni ed edifici cerimoniali – rappresenta la cultura degli indiani Pueblo dell'Arizona e del Nuovo Messico. |
|      | Parco nazionale delle Carlsbad Caverns                         | Contea di Eddy | Naturale (721; vii, viii)          | 1995             | Questo paesaggio carsico comprende oltre 80 grotte riconosciute, eccezionali non solo per le loro dimensioni ma anche per la profusione, la diversità e la bellezza delle loro formazioni minerali. La grotta di Lechuguilla si distingue dalle altre, fornendo un laboratorio sotterraneo dove è possibile studiare i processi geologici e biologici in un ambiente incontaminato. |
|      | Parco internazionale della pace Waterton-Glacier               | Contea di Flathead, Contea di Glacier (condiviso con il Canada)                                                                                          | Naturale (354; vii, ix)            | 1995             | Nel 1932 il Parco nazionale dei laghi Waterton (Alberta) fu unito al Parco nazionale dei ghiacciai (Montana) per formare il primo Parco internazionale della pace al mondo. Situato al confine tra i due paesi e offrendo uno scenario eccezionale, il parco è eccezionalmente ricco di specie di piante e mammiferi, nonché di praterie, foreste e caratteristiche alpine e glaciali. |
|      | Papahānaumokuākea                                              | Atollo di Midway, Isole Hawaii nordoccidentali | Misto (1326; iii, vi, viii, ix, x) | 2010             | Papahānaumokuākea è un vasto e isolato gruppo lineare di piccole isole e atolli bassi, con il loro oceano circostante, che si estende per circa 1 931 km. L'area ha un profondo significato cosmologico per cultura tradizionale dei nativi hawaiani, come ambiente ancestrale e incarnazione del concetto hawaiano di parentela tra le persone e il mondo naturale e come il luogo in cui si crede che la vita abbia origine e dove gli spiriti ritornano dopo la morte. Su due delle isole, Nihoa e Makumanamana, ci sono resti archeologici relativi all'insediamento e all'uso preeuropeo. Gran parte del monumento è costituito da habitat pelagici e di acque profonde, con caratteristiche notevoli come montagne sottomarine e banchi sommersi, estese barriere coralline e lagune. È una delle più grandi aree marine protette del mondo. |
|      | Opere in terra monumentali di Poverty Point                    | Epps | Culturale (1435; iii)              | 2014             | Le opere in terra monumentali di Poverty Point devono il loro nome a una piantagione del XIX secolo. Il sito si trova nella bassa valle del Mississippi su una stretta formazione terrosa leggermente rialzata. Il complesso comprende cinque tumuli, sei creste semiellittiche concentriche separate da depressioni poco profonde e uno spiazzo centrale. Fu creato e utilizzato per scopi residenziali e cerimoniali da una società di cacciatori-raccoglitori e pescatori tra 3700 e 3100 anni fa. È un risultato straordinario tra le opere in terra nel Nord America che è stato insuperato per almeno 2000 anni. |
|      | Missioni di San Antonio                                        | Floresville, San Antonio | Culturale (1466; ii)               | 2015             | Il sito comprende un gruppo di cinque complessi di missione di frontiera situati lungo un tratto del bacino del fiume San Antonio, nonché un ranch situato a 37 chilometri a sud. Comprende strutture architettoniche e archeologiche, terreni agricoli, residenze, chiese e granai, nonché sistemi di distribuzione dell'acqua. I complessi furono costruiti dai missionari francescani nel XVIII secolo e illustrano gli sforzi della Corona spagnola per colonizzare, evangelizzare e difendere la frontiera settentrionale della Nuova Spagna. Le missioni di San Antonio sono anche un esempio dell'intreccio delle culture spagnola e coahuiltecana, illustrato da una varietà di caratteristiche, inclusi gli elementi decorativi delle chiese, che combinano simboli cattolici con disegni indigeni ispirati alla natura.                  |
|      | Opere architettoniche del XX secolo di Frank Lloyd Wright      | Chicago, Los Angeles, Madison, Mill Run, New York, Oak Park, Scottsdale, Spring Green                                                                    | Culturale (1496; ii)               | 2019             | Il sito è composto da otto edifici progettati dall'architetto Frank Lloyd Wright durante la prima metà del XX secolo. Questi includono progetti ben noti come Fallingwater e il Guggenheim Museum di New York. Tutti gli edifici riflettono l'"architettura organica" sviluppata da Wright, che include un piano aperto, una sfumatura dei confini tra esterno e interno e l'uso senza precedenti di materiali come acciaio e cemento. Ciascuno di questi edifici offre soluzioni innovative alle esigenze abitative, di culto, di lavoro o di svago. Il lavoro di Wright di questo periodo ha avuto un forte impatto sullo sviluppo dell'architettura moderna in Europa. |
|      | Opere in terra cerimoniali di Hopewell                         | Contea di Ross, Heath, Newark, Washington Township | Culturale (1689; i, iii)           | 2023             | Questo sito è una serie di otto monumentali complessi di recinti di terra costruiti tra 2000 e 1600 anni fa lungo gli affluenti centrali del fiume Ohio. Sono le espressioni sopravvissute più rappresentative della tradizione indigena ora denominata cultura Hopewell. La loro scala e complessità sono evidenziate in precise figure geometriche e nelle cime delle colline scolpite per racchiudere vaste piazze pianeggianti. Ci sono allineamenti con i cicli del Sole e con i cicli molto più complessi della Luna. Questi lavori di sterro fungevano da centri cerimoniali e i siti hanno prodotto oggetti rituali finemente realizzati modellati con materie prime esotiche ottenute da luoghi lontani. |
|      | Insediamenti della Chiesa morava                               | Bethlehem (altri 3 sono in Danimarca, Germania e Regno Unito)                                                                                            | Culturale (1468; iii, iv)          | 2024             | Gli insediamenti della Chiesa morava sono un'estensione seriale transnazionale di Christiansfeld, un insediamento della Chiesa morava in Danimarca, già iscritto nella Lista del Patrimonio mondiale. L'estensione comprende tre comunità fondate nel XVIII secolo: Herrnhut in Sassonia, Bethlehem in Pennsylvania e Gracehill nell'Irlanda del Nord. Ogni insediamento ha il proprio carattere architettonico basato sugli ideali della Chiesa morava ma adattato alle condizioni locali. Insieme rappresentano la portata transnazionale e la coerenza della comunità internazionale morava come rete globale. In ogni parte componente è presente una congregazione attiva, dove le tradizioni continuano e costituiscono un'eredità moraviana vivente.                                                                                        |

## Siti candidati
| Foto | Sito                                                       | Luogo                                                                 | Tipo                              | Anno       | Descrizione |
| ---- | ---------------------------------------------------------- | --------------------------------------------------------------------- | --------------------------------- | ---------- | --- |
|      | Siti del Movimento per i diritti civili                    | Birmingham, Montgomery                                                | Culturale (5241; vi)              | 30/01/2008 | Questo sito seriale comprende tre chiese storicamente afroamericane: la chiesa battista commemorativa di King della Dexter Avenue, ancora attiva, costruita in più fasi nel 1883-88; la piccola chiesa battista Bethel, costruita nel 1926; e la chiesa battista della 16th Street, una struttura molto più grande della Bethel, costruita nel 1909-11. Queste tre chiese sono i luoghi di eventi iconici nel movimento per i diritti civili degli afroamericani della metà del XX secolo negli Stati Uniti d'America. |
|      | Siti dell'aviazione di Dayton                              | Dayton, Fairborn, Oakwood                                             | Culturale (5242; ii)              | 30/01/2008 | Questo sito seriale include quattro luoghi associati agli sforzi pionieristici dei fratelli Wright nel volo umano, dentro e intorno alla città di Dayton. Huffman Prairie era un pascolo di mucche quando i Wright iniziarono a usarlo nel 1904 per i voli di prova e rimane un paesaggio aperto. Il piccolo edificio in mattoni a 2 piani che ospitava la Wright Cycle Company e la Wright and Wright Printing nel 1895-97 oggi ospita mostre e uffici del National Park Service. Il Wright Flyer III, il primo aeroplano pratico testato a Huffman Prairie dai Wright nel 1905, è custodito nella Wright Hall, un edificio costruito negli anni '40 appositamente per ospitarlo. Hawthorn Hill, un palazzo in mattoni di 2 piani e mezzo, fu la residenza principale di Orville Wright tra il 1914 e il 1948. |
|      | Edifici di Thomas Jefferson                                | Forest, Richmond                                                      | Culturale (5244; i, iv, vi)       | 30/01/2008 | Questi edifici riflettono l'eclettico classicismo di Thomas Jefferson. Poplar Forest, una delle prime case ottagonali d'America, attinge a dettagli classici romani derivati da Palladio e ad aspetti dell'architettura francese della fine del XVIII secolo, come finestre dal pavimento al soffitto e l'uso di lucernari. Il Compidoglio dello Stato della Virginia, in quanto primo adattamento della forma del tempio romano a un edificio pubblico, ha costantemente influenzato l'uso di modelli classici per tali strutture. Insieme a Monticello e all'Università della Virginia, di cui questa candidatura costituisce un'estensione, questi due edifici presentano i tipi più importanti di architettura di cui si occupava Jefferson: domestico, educativo e governativo. |
|      | Mount Vernon                                               | Mount Vernon                                                          | Culturale (5245; iv)              | 30/01/2008 | La casa di George Washington e i giardini e i terreni associati formano insieme un esempio straordinariamente ben conservato di un paesaggio culturale evoluto del sud americano del XVIII secolo, basato su modelli inglesi, unico per l'estensione della sua documentazione. La tenuta costituiva il fulcro di una vasta operazione di piantagione che includeva centinaia di lavoratori ridotti in schiavitù. La combinazione di strutture sopravvissute e caratteristiche del paesaggio, dati archeologici e prove d'archivio rendono Mount Vernon probabilmente l'esempio meglio documentato e più completamente conservato di questo importante periodo nella progettazione del paesaggio. |
|      | Serpent Mound                                              | Peebles                                                               | Culturale (5248; i, iii, iv)      | 30/01/2008 | Serpent Mound è il più grande esempio sopravvissuto documentato di un tumulo zoomorfo preistorico nel mondo. Si tratta di un sinuoso terrapieno lungo 411 metri, compreso un montarozzo ovale a un'estremità, che varia da 1,2 a 1,5 metri di altezza e da 6 a 7,6 metri di larghezza. Le date al radiocarbonio ottenute dai campioni dell'opera, combinate con le analisi stilistiche dell'iconografia, indicano che Serpent Mound fu costruito dalla cultura di Fort Ancient intorno all'anno 1120 d.C. Il memoriale statale conserva anche tre tumuli funerari dei nativi americani e tracce di siti di abitazioni contemporanee. Questo monumentale geoglifo incarna i principi cosmologici fondamentali di un'antica cultura indigena degli indiani d'America. |
|      | Rifugio faunistico nazionale di Okefenokee                 | Contea di Baker, Contea di Charlton, Contea di Clinch, Contea di Ware | Naturale (5252; viii, ix, x)      | 30/01/2008 | Questo rifugio nazionale della fauna selvatica è costituito da oltre 162 000 ettari (circa 400 000 acri) che abbracciano il 92% della palude di Okefenokee, una grande palude idrologicamente intatta che è la fonte di due fiumi, uno che sfocia nell'Atlantico e l'altro nel Golfo del Messico. Il Rifugio presenta anche estesi depositi di torba sostanzialmente intatti. |
|      | Parco nazionale della foresta pietrificata                 | Contea di Apache, Contea di Navajo                                    | Naturale (5253; vii, viii)        | 30/01/2008 | Questo parco, con le sue viste panoramiche e le spettacolari rocce colorate, è uno dei luoghi più importanti al mondo per lo studio dell'ecosistema del tardo Triassico. Contiene i più grandi depositi di foreste pietrificate del mondo, oltre a importanti fossili di piante e animali, compresi i primi dinosauri, il tutto in un ambiente stratigrafico dettagliato che consente di tracciare efficacemente i cambiamenti nell'ecosistema e nel biota fino alla fine del Triassico. |
|      | Monumento nazionale delle sabbie bianche                   | Contea di Doña Ana, Contea di Otero                                   | Naturale (5254; vii, viii, ix, x) | 30/01/2008 | Questo sito si estende per più di 58 000 ettari (143 733 acri) all'estremità settentrionale del deserto di Chihuahua. Il parco è stato istituito per proteggere le vaste dune di sabbia di gesso che hanno avvolto più di 176 000 acri, insieme alle piante e agli animali che si sono adattati a questo ambiente. Il Monumento nazionale delle sabbie bianche è il deposito superficiale più grande e meglio protetto al mondo di sabbia di gesso, assai rara, a differenza delle dune costiere di sabbia di quarzo molto più abbondanti. |
|      | Ponte di Brooklyn                                          | New York                                                              | Culturale (6232; ii, iv)          | 12/04/2017 | Il ponte di Brooklyn è un eccezionale ponte sospeso dell'era moderna, notevole sia tecnologicamente che nella sua espressione estetica. All'epoca in cui fu costruito era il ponte sospeso più lungo del mondo e la sua costruzione fu significativamente innovativa in quanto fu il primo del suo genere ad utilizzare cavi d'acciaio e il metodo francese a fondazione pneumatica. Le imponenti torri in pietra del ponte completano le catenarie in acciaio e gli stralli dei cavi per produrre uno dei monumenti più famosi e conosciuti a livello mondiale di New York, che rappresenta la crescita e lo sviluppo della città nella seconda metà del XIX secolo. |
|      | Ellis Island                                               | Jersey City, New York                                                 | Culturale (6233; iv)              | 12/04/2017 | Ellis Island è una piccola isola per lo più artificiale situata nel porto di New York superiore al largo della punta meridionale di Manhattan e a meno di mezzo miglio (0,75 km) dalla Statua della Libertà. Sui suoi 27,5 acri (11,1 ettari) ospita oltre 40 edifici e altre strutture associate all'ex stazione di immigrazione di Ellis Island, aperta nel 1892 e funzionante fino al 1954, quando la stazione fu chiusa. L'edificio principale è stato restaurato e dal 1990 ospita il Museo nazionale dell'immigrazione di Ellis Island. Gli edifici dell'isola comprendono anche un importante complesso ospedaliero. |
|      | Central Park                                               | New York                                                              | Culturale (6234; ii, iv)          | 12/04/2017 | In quanto pittoresco esempio di progettazione paesaggistica totale su grande scala, Central Park si distingue come un'opera creativa che ha avuto anche un grande impatto sulla città circostante e su designer e urbanisti. Pietra miliare nello sviluppo dell'architettura del paesaggio e dell'urbanistica, creò un modello tuttora seguito per i parchi urbani. Le dimensioni del parco, i suoi effetti paesaggistici artistici, la sua accessibilità e la vasta gamma di attività per il tempo libero che ha reso possibile hanno contribuito a nuove modalità e atteggiamenti nei confronti della vita nelle grandi città. |
|      | Primi grattacieli di Chicago                               | Chicago                                                               | Culturale (6235; i, iv)           | 12/04/2017 | Questa candidatura seriale comprende nove edifici principalmente commerciali nel quartiere centrale degli affari di Chicago, il "Loop": Auditorium Building, Second Leiter Building, Marquette Building, Rookery Building, Monadnock Building, The Arc at Old Colony, Fisher Building, Sullivan Center e Ludington Building. Gli edifici, costruiti in un periodo di circa 20 anni a partire dal 1880, esemplificano la prima generazione di "grattacieli". Avvalendosi delle nuove tecnologie dell'epoca, in particolare dei sistemi strutturali metallici interni al posto delle pareti portanti in muratura, riuscirono a raggiungere altezze di quasi 20 piani con ampie vetrate, i primi ascensori (montacarichi) e luci elettriche per rendere fruibili gli spazi interni. I loro architetti, tra cui Louis H. Sullivan, William Le Baron Jenney, John Wellborn Root, Charles B. Atwood e Martin Roche, svilupparono simultaneamente una nuova estetica per gli esterni dell'edificio adatta a questa nuova forma, costituita da un edificio verticale tripartito, espressione della struttura interna e delle funzioni degli edifici. |
|      | Monumento nazionale marino delle isole remote del Pacifico | Isole minori esterne degli Stati Uniti d'America                      | Naturale (6236; vii, viii, x)     | 12/04/2017 | L'area del monumento è di circa 370 000 miglia nautiche quadrate (1 270 000 chilometri quadrati), o quasi il doppio delle dimensioni dello stato del Texas. Si estende dall'isola di Wake a nord-ovest fino all'isola Jarvis a sud-est e comprende anche le isole Baker e Howland, gli atolli di Johnston e Palmyra e Kingman Reef. Include esempi eccezionali di barriera corallina incontaminata e ecosistemi di acque profonde. |
|      | Complesso di conservazione della corrente della California | California                                                            | Naturale (6237; vii, viii, ix, x) | 12/04/2017 | Il complesso di conservazione della corrente della California comprende un gruppo contiguo di aree marine protette designate a livello federale lungo la costa della California centrale: i santuari marini nazionali di Greater Farallones, Cordell Bank e Monterey Bay; le acque marine e alcune aree costiere di Point Reyes National Seashore e Golden Gate National Recreation Area; la Riserva naturale nazionale delle Isole Farallon; il Monumento nazionale costiero della California; e una rete di aree marine protette speciali designate dallo stato della California. Questo sistema di risalita supporta un ecosistema altamente produttivo e diversificato, compreso un ampio mosaico di habitat marini e costieri come canyon al largo, montagne sottomarine e isole, litorali rocciosi e foreste di alghe. |
|      | Monumento nazionale marino della fossa delle Marianne      | Guam, Isole Marianne Settentrionali                                   | Naturale (6238; viii, ix, x)      | 12/04/2017 | Il Monumento nazionale marino della fossa delle Marianne è diverso da ogni altro posto sulla Terra per la sua profondità sottomarina: più persone hanno camminato sulla Luna di quante sono scese nelle profondità della Fossa delle Marianne. Il sito comprende il secondo luogo più profondo della Terra (Abisso Sirena) ed è immediatamente adiacente al luogo più profondo del pianeta (Abisso Challenger). Il Monumento si trova all'incrocio di due placche tettoniche e comprende rare caratteristiche geologiche, come vulcani di fango, vulcani sottomarini e camini idrotermali che emettono anidride carbonica. I diversi habitat del sito supportano fiorenti ecosistemi marini, tra cui molte specie scoperte di recente. |
|      | Aree marine protette delle Samoa americane                 | Samoa Americane                                                       | Naturale (6239; vii, ix, x)       | 12/04/2017 | Il sito comprende il Santuario marino nazionale delle Samoa americane, il Monumento nazionale marino dell'atollo Rose e il Rifugio faunistico nazionale dell'atollo Rose, che proteggono la barriera corallina e l'habitat pelagico intorno alle isole dell'arcipelago delle Samoa nel Pacifico centro-meridionale. Le aree incluse ospitano un'ampia diversità e abbondanza di fauna marina, inclusi coralli antichi, specie in via di estinzione e sono aree chiave per la nidificazione di uccelli marini e tartarughe marine. Le Samoa americane sono anche considerate il luogo di nascita della cultura polinesiana e lo stile di vita samoano, Fa'aSamoa, è incorporato nella gestione di queste aree. |
|      | Parco nazionale di Big Bend                                | Contea di Brewster                                                    | Naturale (6241; viii, ix)         | 12/04/2017 | Istituito nel 1944, il Parco nazionale di Big Bend comprende 324 153 ettari lungo il confine internazionale con il Messico. Essendo la più grande porzione protetta del deserto di Chihuahua negli Stati Uniti, il parco conserva vasti paesaggi desertici, catene montuose, sorgenti desertiche ed ecosistemi ripariali lungo il Rio Grande. Il Big Bend è globalmente significativo per la sua ricca documentazione paleontologica. I reperti fossili del parco documentano la fine dell'era dei rettili e gran parte dell'era dei mammiferi. I cambiamenti degli ecosistemi nel corso del tempo geologico sono registrati in una stratigrafia di roccia quasi continua che copre 130 milioni di anni, dal periodo Cretaceo attraverso l'era cenozoica fino al presente. |